# Moheda
Moheda est une localité de Suède dans la commune d'Alvesta située dans le comté de Kronoberg.
Sa population était de 1 899 habitants en 2019.